# Szalona lokomotywa
Szalona lokomotywa – piąty album Marka Grechuty, wydany przez wytwórnię Pronit (Pronit SX 1496) w 1977 roku. Zawiera on fragmenty musicalu Szalona lokomotywa w reżyserii Krzysztofa Jasińskiego.

## Wersja oryginalna z 1977 roku
1. Na skale czarnej (muz. Marek Grechuta, sł. Stanisław Ignacy Witkiewicz)
2. Nad zrębem planety (muz. Marek Grechuta, Jan Kanty Pawluśkiewicz, sł. Stanisław Ignacy Witkiewicz)
3. Hop szklankę piwa (muz. Marek Grechuta, Jan Kanty Pawluśkiewicz, sł. Stanisław Ignacy Witkiewicz)
4. Z głębiny nocy niepojętej (muz. Jan Kanty Pawluśkiewicz, Marek Grechuta, sł. Stanisław Ignacy Witkiewicz)
5. Przez uczuć najdziwniejsze sploty  (muz. Marek Grechuta, sł. Stanisław Ignacy Witkiewicz)
6. Oto ja - oto on (muz. Jan Kanty Pawluśkiewicz, Marek Grechuta, sł. Stanisław Ignacy Witkiewicz)
7. Motorek (muz. Marek Grechuta, Jan Kanty Pawluśkiewicz, sł. Józef Czechowicz – pierwsze 5 zwrotek wiersza „Przemiany”)
8. Zagadki (muz. Marek Grechuta, Jan Kanty Pawluśkiewicz, sł. Stanisław Ignacy Witkiewicz)
9. Pomnę jak niegdyś (muz. Marek Grechuta, sł. Stanisław Ignacy Witkiewicz)
10. Czy to tu? (muz. Marek Grechuta, sł. Stanisław Ignacy Witkiewicz)
11. Taniec szewców (muz. Jan Kanty Pawluśkiewicz, Marek Grechuta, sł. Stanisław Ignacy Witkiewicz)
12. Któż może być bardziej szalony (muz. Jan Kanty Pawluśkiewicz, Marek Grechuta, sł. Stanisław Ignacy Witkiewicz)
13. Zabij ten lęk (muz. Jan Kanty Pawluśkiewicz, Marek Grechuta, sł. Stanisław Ignacy Witkiewicz)
14. Ikar (muz. Marek Grechuta, Jan Kanty Pawluśkiewicz, sł. Leszek Aleksander Moczulski)
15. Weź mnie ze sobą (muz. Jan Kanty Pawluśkiewicz, sł. Stanisław Ignacy Witkiewicz)
16. Ostatnia stacja rezygnacja (muz. Jan Kanty Pawluśkiewicz, sł. Stanisław Ignacy Witkiewicz)
17. Chcę cię uchronić (muz. Marek Grechuta, sł. Stanisław Ignacy Witkiewicz).

W nagraniach wzięli udział:
- Marek Grechuta – śpiew
- Maryla Rodowicz – śpiew
- Jan Kanty Pawluśkiewicz – fortepian
- Piotr Techmański – flet, klarnet, saksofon
- Jerzy Wysocki – gitara akustyczna
- Janusz Grzywacz – fortepian Fendera, syntezator
- Paweł Ścierański – gitara elektryczna
- Krzysztof Ścierański – gitara basowa
- Marian Bronikowski – perkusja
- grupa wokalna Alibabki

Fragmenty musicalu „Szalona lokomotywa” w reżyserii Krzysztofa Jasińskiego – premiera Kraków, Teatr STU, czerwiec 1977 r. Nagrano w czerwcu 1977 r. w studio Polskich Nagrań w Warszawie.
Covery utworu Motorek pt. Archanioły i ludzie oraz Dla kolei zagrajcie znalazły się w albumie Podróż na Wschód zespołu Armia.

## Wersja rozszerzona z 2000 roku
W antologii Świecie nasz oryginalna płyta została wzbogacona o 10 dodatkowych nagrań.
1. Ikar  (muz. Marek Grechuta, Jan Kanty Pawluśkiewicz, sł. Leszek Aleksander Moczulski)
2. Refreny Witkacego I  (muz. Marek Grechuta, Jan Kanty Pawluśkiewicz, sł. Stanisław Ignacy Witkiewicz)
3. Refreny Witkacego II  (muz. Marek Grechuta, Jan Kanty Pawluśkiewicz, sł. Stanisław Ignacy Witkiewicz)
4. Zabij ten lęk  (muz. Marek Grechuta, Jan Kanty Pawluśkiewicz, sł. Stanisław Ignacy Witkiewicz)
5. Zagadki  (muz. Marek Grechuta, Jan Kanty Pawluśkiewicz, sł. Stanisław Ignacy Witkiewicz)
6. Oto ona - oto on  (muz. Marek Grechuta, Jan Kanty Pawluśkiewicz, sł. Stanisław Ignacy Witkiewicz)
7. Człowiek spotęgowany człowiekiem  (muz. Marek Grechuta, Jan Kanty Pawluśkiewicz, sł. Witold Gombrowicz)
8. Guma do żucia  (muz. i sł. Marek Grechuta)
9. Deszcz na jeziorach  (muz. Marek Grechuta, sł. Jonasz Kofta)
10. Hop - szklankę piwa  (muz. Marek Grechuta, Jan Kanty Pawluśkiewicz, sł. Stanisław Ignacy Witkiewicz)

(18–19)
Nagrania radiowe (plebiscyt Studia Gama) – Polskie Radio Kraków, 1977
Skład zespołu:
- Marek Grechuta – śpiew
- Maryla Rodowicz – śpiew
- Jan Kanty Pawluśkiewicz – fortepian
- Michał Półtorak – skrzypce
- Piotr Techmański – flet, klarnet, saksofon
- Jerzy Wysocki – gitara akustyczna
- Jerzy Grzywacz – fortepian Fendera, syntezator
- Paweł Ścierański – gitara elektryczna
- Krzysztof Ścierański – gitara basowa
- Marian Bronikowski – perkusja

(20-21)
Nagrania koncertowe z występu w Teatrze Dramatycznym im. Jana Kochanowskiego w Opolu towarzyszącego XIII Krajowemu Festiwalowi Piosenki Polskiej w Opolu w 1975 roku
Skład zespołu:
- Marek Grechuta – śpiew
- Maryla Rodowicz – śpiew
- Magda Umer – śpiew

(22-24)
Nagrania koncertowe z recitalu w Szkole Muzycznej w Opolu z 24 czerwca 1976 roku towarzyszącego XIV Krajowemu Festiwalowi Piosenki Polskiej w Opolu
Skład zespołu:
- Marek Grechuta - śpiew
- Jan Kanty Pawluśkiewicz - fortepian
- Michał Półtorak - skrzypce
- Paweł Ścierański - gitara
- Krzysztof Ścierański - gitara basowa
- Marian Bronikowski - perkusja

(25)
Nagrania koncertowe z festiwalu Piosenki Studenckiej - Kraków, 1984
Skład zespołu:
- Marek Grechuta – śpiew, fortepian
- Michał Półtorak – pierwsze skrzypce
- Joanna Giemzowska – drugie skrzypce
- Jadwiga Olesińska – wiolonczela
- Jerzy Wysocki – gitara akustyczna
- Adam Moszumański – gitara akustyczna

(26)
Nagrania koncertowe z XV Krajowego Festiwalu Piosenki Polskiej w Opolu
(koncert laureatów „Mikrofon i ekran” – 25 VI 1977)
Skład zespołu:
- Krystyna Janda – śpiew
- Marek Grechuta – fortepian

oraz gościnnie
- Zbigniew Czwojda – trąbka
- zespół Anawa
- Orkiestra PRiTV Studio S-1 pod dyrekcją Andrzeja Trzaskowskiego

(27)
Nagrania koncertowe z XV Krajowego Festiwalu Piosenki Polskiej w Opolu
(koncert "Z piosenką bliżej" - 23 VI 1977)
Skład zespołu:
- Marek Grechuta – śpiew, fortepian
- Orkiestra PRiTV Studio S-1 pod dyrekcją Andrzeja Trzaskowskiego

(28)
Nagrania koncertowe z XV Krajowego Festiwalu Piosenki Polskiej w Opolu
(koncert laureatów "Mikrofon i ekran" - 25 VI 1977)
Zapowiedzi: Tadeusz Sznuk
Skład zespołu:
- Marek Grechuta – śpiew
- zespół Anawa
- grupa wokalna Familia
- Orkiestra PRiTV Studio S-1 pod dyrekcją Andrzeja Trzaskowskiego

## Ekipa
- Reżyser nagrania: Wojciech Piętowski

- Operator dźwięku: Halina Jastrzębska

- Projekt okładki albumu: Jan Sawka

## Wydania
- 1977 – Pronit (LP)
- 2000 – EMI Music Poland (CD)
- 2001 – EMI Music Poland (CD, box Świecie nasz)
- 2005 – EMI Music Poland (koperta, box Świecie nasz)
- 2016 – Warner Music Poland (LP)